# Pedro Troglio
Pedro Antonio Troglio (* 28. Juli 1965 in Luján) ist ein ehemaliger argentinischer Fußballspieler und derzeitiger -trainer. Er spielte als Aktiver in Argentinien und Italien und nahm an der Fußball-Weltmeisterschaft 1990 teil.

## Spielerkarriere

### Verein
Pedro Troglio begann mit dem Fußballspielen bei CA River Plate, dem heutigen Rekordmeister Argentiniens im Fußball, aus der Hauptstadt Buenos Aires kommend. Für River Plate spielte Troglio sechs Jahre von 1983 bis zum Sommer 1988 und kam dabei zu 59 Ligaspielen in der Primera División mit drei Toren, fungierte aber meist nicht als Stammkraft. 
1988 verließ er River Plate und auch Argentinien und schloss sich Hellas Verona in Italiens Serie A an. Unter Trainer Osvaldo Bagnoli avancierte Pedro Troglio zum festen Bestandteil der Hellas-Mannschaft und trug mit 32 Saisonpartien zum Erreichen von Platz elf in der Serie A 1988/89 bei. Zur Saison 1989/90 wechselte er den Verein erneut und schloss sich Lazio Rom an, das sich in der Vorsaison etwa auf dem gleichen Leistungslevel wie Verona befunden hatte. 1989/90 aber wurde Troglio mit Lazio Siebter, während Verona nur fünf Jahre nach dem ersten Meistertitel der Vereinsgeschichte abstieg. Pedro Troglio blieb noch bis 1991 bei Lazio Rom und brachte es insgesamt auf vierzig Ligaspiele für die Römer. Für die Spielzeit 1991/92 wählte er das Trikot von Ascoli Calcio, soeben aus der Serie B aufgestiegen. Doch man konnte sich nicht in der ersten Liga halten und stieg als Letzter sogleich wieder ab. Trotz des Abstieges blieb Pedro Troglio Ascoli treu und begleitete den Verein in die Serie B, wo bis zu seinem Abschied aus den Marken im Jahr 1994 der Wiederaufstieg nicht geschafft wurde. 
1994 schloss sich Pedro Troglio für drei Jahre Avispa Fukuoka in Japan an und wurde mit dem Verein 1995 japanischer Fußballmeister. Er machte zwischen 1994 und 1997 56 Ligaspiele mit zwanzig Treffern. 1997 kehrte er in seine Heimat zurück und spielte fortan für Gimnasia y Esgrima de La Plata, wo er noch zu 124 Spielen im Ligabetrieb kam, ehe er seine fußballerische Laufbahn im Jahre 2003 nach einem Jahr beim unterklassigen Verein Villa Dálmine beendete.

### Nationalmannschaft
Zwischen 1987 und 1990 wurde Pedro Troglio 21 Mal in der argentinischen Fußballnationalmannschaft eingesetzt, wobei ihm zwei Torerfolge gelangen. Nachdem er 1989 schon beim Erreichen des dritten Platzes bei der Copa América dabei war, wurde er von Nationaltrainer Carlos Bilardo auch ins Aufgebot für die Fußball-Weltmeisterschaft 1990 in Italien berufen. Troglio wurde im Turnierverlauf in fast jedem Spiel eingesetzt, einzig die Auftaktniederlage gegen Kamerun (0:1) im Mailänder Giuseppe-Meazza-Stadion verpasste er. Danach wurde er fester Bestandteil des argentinischen Mittelfelds, war aber oft auch als Ein- oder Auswechselspieler tätig. Am 8. Juli 1990 stand er dann aber in der Startformation, als im Olympiastadion von Rom, Troglios sportlicher Heimat auf Klubebene zur damaligen Zeit, im Endspiel um den Weltmeistertitel Argentinien auf Deutschland traf. In der Neuauflage des Finals von 1986 hatte diesmal Deutschland den besseren Tag, siegte mit 1:0 und krönte sich zum dritten Mal zum Weltmeister. 

## Trainerkarriere
Nach dem Ende seiner aktiven Laufbahn als Fußballspieler wurde Pedro Troglio Trainer. Sein erstes Amt als Verantwortlicher an der Seitenlinie bekleidete er beim damaligen Drittligisten CD Godoy Cruz aus Mendoza, der in den letzten Jahren einen rasanten Aufstieg vom Amateurbereich bis in die oberen Regionen der Primera División genommen hatte. Troglio coachte den Verein jedoch 2004 noch zu Primera C-Zeiten. Nach nicht einmal einem Jahr im Amt verließ er Godoy Cruz aber schon wieder, um ein Angebot des in Not geratenen Gimnasia y Esgrima de La Plata anzunehmen. 2005 führte Troglio Gimnasia y Esgrima zurück in die Primera División und schaffte in der darauffolgenden Saison den Klassenerhalt. 2007 trat er nach einer Serie von Niederlagen, darunter ein 0:7 gegen den Lokalrivalen Estudiantes de La Plata, sowie Diskrepanzen mit den Anhängern von GELP zurück und wurde durch Víctor Bernay ersetzt. Kurz darauf wurde er von Präsident Jorge Burruchaga als Trainer bei CA Independiente vorgestellt. Nach einigen schlechten Ergebnissen im März 2008 wurde er dann allerdings durch Miguel Ángel Santoro abgelöst. Im gleichen Jahr unterzeichnete Troglio einen Kontrakt beim paraguayischen Traditionsverein Club Cerro Porteño, den er 2009 zum Gewinn der Apertura-Meisterschaft vier Punkte vor Club Libertad führte. Ebenfalls 2009 wurde das Halbfinale in der Copa Sudamericana erreicht, wo der Verein aber wieder einmal in der Runde der letzten vier Mannschaften scheiterte. 2010 endete Troglios Zeit als Coach von Cerro Porteño, er war nun für den sportlichen Erfolg bei den Argentinos Juniors zuständig, wo er Nachfolger von Meistertrainer Claudio Borghi wurde. Doch Pedro Troglio konnte nicht an den Erfolg seines Vorgängers anknüpfen und wurde nach einem schlechten Start in die Apertura 2011 wieder entlassen. Wenig später übernahm er erneut den Posten des Cheftrainers bei Gimnasia y Esgrima.

## Erfolge
- Vize-Weltmeister

1990 mit Argentinien
- Japanische Fußballmeisterschaft: 1× (1995)
- Paraguayische Fußballmeisterschaft: 1× (Apertura 2009)